# جمعية كشافة ميانمار

قميص طقم الكشافة بأكمام قصيرة.

جمعية الكشافة ميانمار هي المنظمة الكشفية الوطنية في ميانمار. بدأ الحركة الكشفية في ميانمار في عام 1922 وفي عام 1964 تم تأسيس الجمعية رسمياً. أصبحت الجمغية عضوا في المنظمة العالمية للحركة الكشفية في عام 2016 وتحوي الجمعية نحو 25000 عضوا اعتبارا من عام 2016.